# Kani
Kani (jap. 可児市 Kani-shi) – miasto w prefekturze Gifu na wyspie Honsiu, w Japonii.

## Położenie
Miasto leży w południowej części prefektury Gifu nad rzeką Kiso. Graniczy z: Sakahogi, Mitake, Tajimi, Minokamo, Toki w prefekturze Gifu oraz od zachodu z Inuyamą w prefekturze Aichi.

## Galeria

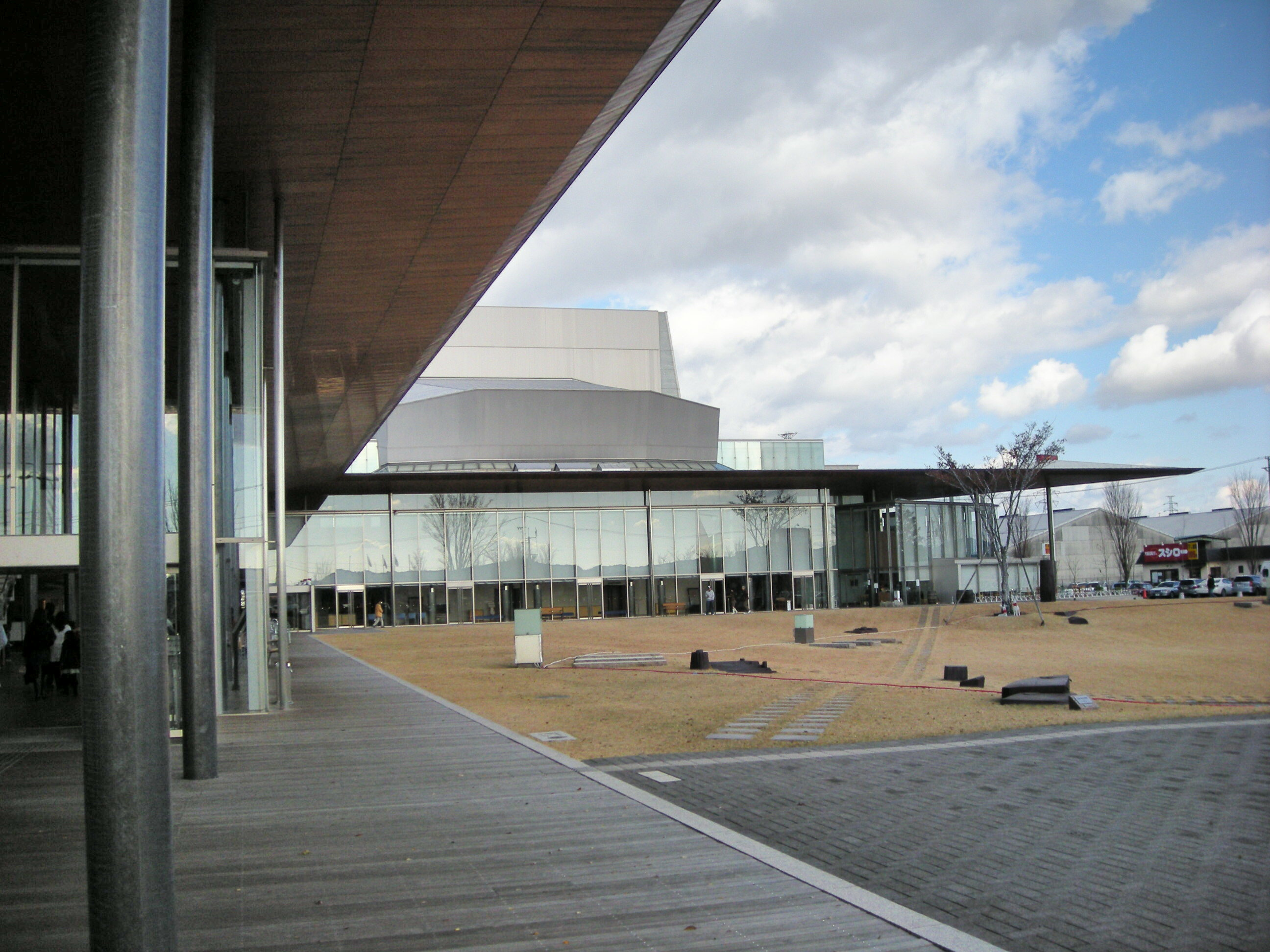
Miejskie centrum kultury
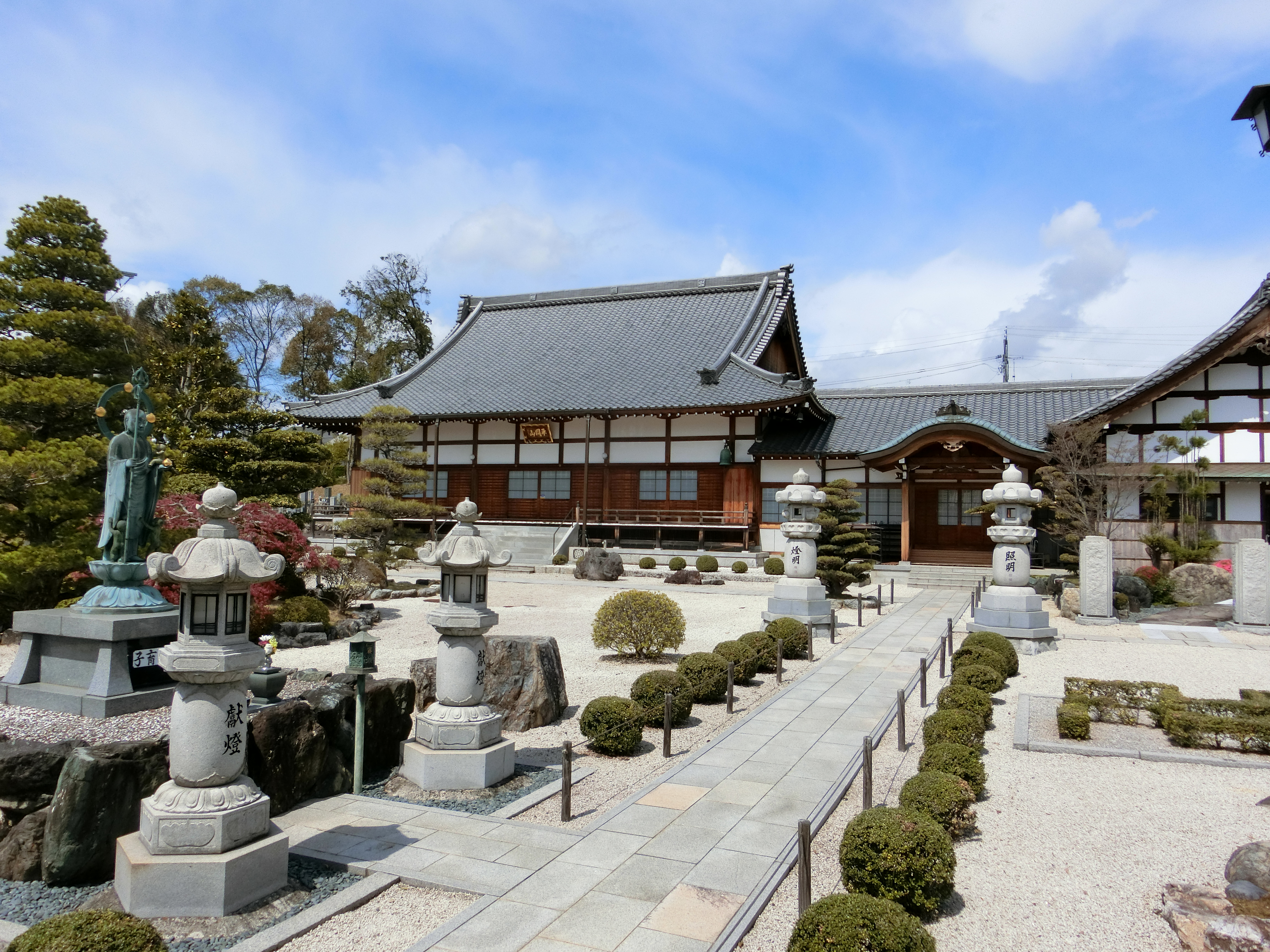
Świątynia Zendai-ji, Kani (2018)